# 2. ŽNL Koprivničko-križevačka
2. ŽNL Koprivničko-križevačka predstavlja 7. stupanj nogometnih natjecanja u Hrvatskoj i drugi u Koprivničko-križevačkoj županiji. Prvoplasirani klub prelazi u viši rang – 1. ŽNL Koprivničko-križevačka, dok posljednji ispada u 3. ŽNL.

## Dosadašnji prvaci
| sezona             | rang | skupina | klubova | pobjednik                   |
| ------------------ | ---- | ------- | ------- | --------------------------- |
| 1993./94.          | VI.  |         | 12      | Drava Podravske Sesvete     |
| 1994./95.          | VI.  |         | 12      | Polet Glogovnica            |
| 1995./96.          | VII. |         | 10      | Rudar Botinovec             |
| 1996./97.          | VII. |         |         |                             |
| 1997./98.          | VI.  |         | 12      | Reka                        |
| 1998./99.          | V.   |         | 14      | Kunovec                     |
| 1999./2000.        | V.   |         | 14      | Tehnika Koprivnica          |
| 2000./01.          | V.   |         | 14      | Tomislav Drnje              |
| 2001./02.          | V.   |         | 14      | Šemovci                     |
| 2002./03.          | V.   |         | 14      | Tomislav Sveti Ivan Žabno   |
| 2003./04.          | V.   |         | 14      | Mladost Koprivnički Bregi   |
| 2004./05.          | V.   |         | 14      | Sabarija Podravska Subotica |
| 2005./06.          | V.   |         | 14      | Prugovac                    |
| 2006./07.          | VI.  |         | 14      | Bratstvo Kunovec            |
| 2007./08.          | VI.  |         | 14      | Mladost Mali Otok           |
| 2008./09.          | VI.  |         | 14      | Miklinovec Koprivnica       |
| 2009./10.          | VI.  |         | 14      | Močile Koprivnica           |
| 2010./11.          | VI.  |         | 13      | Drava Novigrad Podravski    |
| 2011./12.          | V.   |         | 14      | Tomislav Sveti Ivan Žabno   |
| 2012./13.          | V.   |         | 14      | Osvit Đelekovec             |
| 2013./14.          | V.   |         | 14      | Tehničar 1974 Cvetkovec     |
| 2014./15.          | VI.  |         | 14      | Fugaplast Gola              |
| 2015./16.          | VI.  |         | 14      | Tomislav Drnje              |
| 2016./17.          | VI.  |         | 14      | Ferdinandovac               |
| 2017./18.          | VI.  |         | 14      | Lipa Hlebine                |
| 2018./19.          | VI.  |         | 14      | Mladost Sigetec             |
| 2019./20. ↓19./20. | VI.  |         | 14      | Sloga Koprivnički Ivanec    |
| 2020./21.          | VI.  |         | 14      | Močile Koprivnica           |
| 2021./22.          | VI.  |         | 14      | Starigrad                   |
| 2022./23.          | VII. |         | 14      | Prugovac                    |
| 2023./24.          | VII. |         | 14      | Podravec Torčec             |

Kategorija:2. ŽNL Koprivničko-križevačka 

Kategorija:Sezone petog ranga HNL-a 

Kategorija:Sezone šestog ranga HNL-a 

Kategorija:Sezone sedmog ranga HNL-a 

Napomene: 

↑19./20.  – u sezoni 2019./20. prvenstvo prekinuto nakon 13. kola zbog pandemije COVID-19 u svijetu i Hrvatskoj

## Sudionici

### Klubovi u sezoni 2013./2014.
| Klub                       | Mjesto            |
| -------------------------- | ----------------- |
| NK Drava PS                | Podravske sesvete |
| NK GOŠK                    | Gotalovo          |
| NK Hrvatski Bojovnik       | Mokrice Miholečke |
| NK Miklinovec Koprivnica   | Koprivnica        |
| NK Mladost Carevdar        | Carevdar          |
| NK Mladost                 | Sigetec           |
| NK Omladinac Sloga Herešin | Herešin           |
| NK Podravec                | Torčec            |
| NK Prekodravec             | Ždala             |
| NK Ratar                   | Miholec           |
| NK Starigrad               | Starigrad         |
| NK Tehničar 1974           | Cvetkovec         |
| NK Tehnika                 | Koprivnica        |
| NK Tomislav                | Drnje             |

## Poveznice
- Nogometni savez Koprivničko-križevačke županije  Arhivirana inačica izvorne stranice od 8. srpnja 2017. (Wayback Machine)
- 2. ŽNL Koprivničko-križevačka  Arhivirana inačica izvorne stranice od 15. svibnja 2015. (Wayback Machine)
- 1. ŽNL Koprivničko-križevačka
- 3. ŽNL Koprivničko-križevačka
- 4. ŽNL Koprivničko-križevačka
- Kup Nogometnog saveza Koprivničko-križevačke županije
- Druga županijska nogometna liga